# Podsavezna nogometna liga Daruvar 1962./63.
Podsavezna liga Daruvar, također i kao Prvenstvo Daruvarskog nogometnog podsaveza je bila liga četvrtog stupnja nogometnog prvenstva Jugoslavije u sezoni 1962./63. 
 Sudjelovalo je 10 klubova, a prvak je bila momčad "Daruvara". 

## Ljestvica
| mj. | klub                                 | ut. | pob. | ner. | por. | gol+ | gol- | bod |
| --- | ------------------------------------ | --- | ---- | ---- | ---- | ---- | ---- | --- |
| 1.  | Daruvar                              | 18  | 15   | 0    | 3    | 92   | 18   | 30  |
| 2.  | Drvodjelac Virovitica                | 18  | 13   | 1    | 4    | 59   | 26   | 27  |
| 3.  | Borac Virovitica                     | 18  | 12   | 1    | 5    | 47   | 32   | 25  |
| 4.  | Papuk Pakrac                         | 18  | 11   | 2    | 5    | 63   | 38   | 24  |
| 5.  | Slavonski Partizan Podravska Slatina | 18  | 9    | 0    | 9    | 50   | 52   | 18  |
| 6.  | Radnik Sirač                         | 18  | 7    | 1    | 10   | 35   | 50   | 15  |
| 7.  | Partizan Suhopolje                   | 18  | 6    | 2    | 10   | 62   | 57   | 14  |
| 8.  | Drava Terezino Polje                 | 18  | 5    | 2    | 11   | 33   | 56   | 12  |
| 9.  | Jedinstvo Grubišno Polje             | 18  | 3    | 2    | 13   | 20   | 81   | 8   |
| 10. | Slavonac Lipik                       | 18  | 3    | 1    | 14   | 28   | 70   | 7   |

- Podravska Slatina – tadašnji naziv za Slatinu

## Rezultatska križaljka
| kratica | klub                                 | BOR | DAR | DRA | DRV | JED | PAP | PAR | RAD | SLAC | SLSP |
| --- | ------------------------------------ | --- | --- | --- | --- | --- | --- | --- | --- | ---- | ---- |
| BOR | Borac Virovitica                     |     |     |     |     |     |     |     |     |      |      |
| DAR | Daruvar                              |     |     |     |     |     |     |     |     |      |      |
| DRA | Drava Terezino Polje                 |     |     |     |     |     |     |     |     |      |      |
| DRV | Drvodjelac Virovitica                |     |     |     |     |     |     |     |     |      |      |
| JED | Jedinstvo Grubišno Polje             |     |     |     |     |     |     |     |     |      |      |
| PAP | Papuk Pakrac                         |     |     |     |     |     |     |     |     |      |      |
| PAR | Partizan Suhopolje                   |     |     |     |     |     |     |     |     |      |      |
| RAD | Radnik Sirač                         |     |     |     |     |     |     |     |     |      |      |
| SLAC | Slavonac Lipik                       |     |     |     |     |     |     |     |     |      |      |
| SLSP | Slavonski Partizan Podravska Slatina |     |     |     |     |     |     |     |     |      |      |
| |                                      |     |     |     |     |     |     |     |     |      |      |
| podebljan rezultat - utakmice od 1. do 9. kola (1. utakmica između klubova) rezultat normalne debljine - utakmice od 11. do 18. kola (2. utakmica između klubova) rezultat nakošen - nije vidljiv redoslijed odigravanja međusobnih utakmica iz dostupnih izvora rezultat smanjen * - iz dostupnih izvora nije uočljiv domaćin susreta prekrižen rezultat - poništena ili brisana utakmica p - utakmica prekinuta 3:0 p.f. / 0:3 p.f. - rezultat 3:0 bez borbe n.i. - nije igrano |                                      |     |     |     |     |     |     |     |     |      |      |

 Izvori: